# JAC J2
La JAC J2 (nota in Cina come JAC Yueyue) è una city car prodotta dalla casa automobilistica cinese JAC Motors a partire dal 2010. 
Viene commercializzata anche in una versione elettrica con il nome di JAC iEV6, una versione crossover denominata JAC Refine S2 Mini e in Sud America come JAC S1.

## Storia
Anticipata dal prototipo JAC A0 esposto al salone di Pechino 2009 la versione di produzione denominata J2 (globalmente, il nome cinese è Yueyue) è stata presentata ufficialmente al Salone di Pechino nell'aprile del 2010. L'utilitaria di segmento A venne sviluppata per competere sul mercato cinese con modelli di successo come la BYD F0, la Chery QQ e la Geely LC e la casa ne sviluppo anche una versione destinata all'export per il sud est asiatico e per il mercato sud americano. Le vendite partirono nell'agosto dello stesso anno in Cina. Il motore è un 1.0 quattro cilindri a benzina DOHC sedici valvole con fasatura variabile erogante 68 cavalli accoppiato ad un cambio manuale a cinque rapporti o automatico a quattro rapporti. 
La J2 possiede un design da piccola monovolume con una carrozzeria lunga 3,535 m, larga 1,640 m e alta 1,475 m con una altezza da terra pari a 135 mm. Il passo misura 2,390 mm.

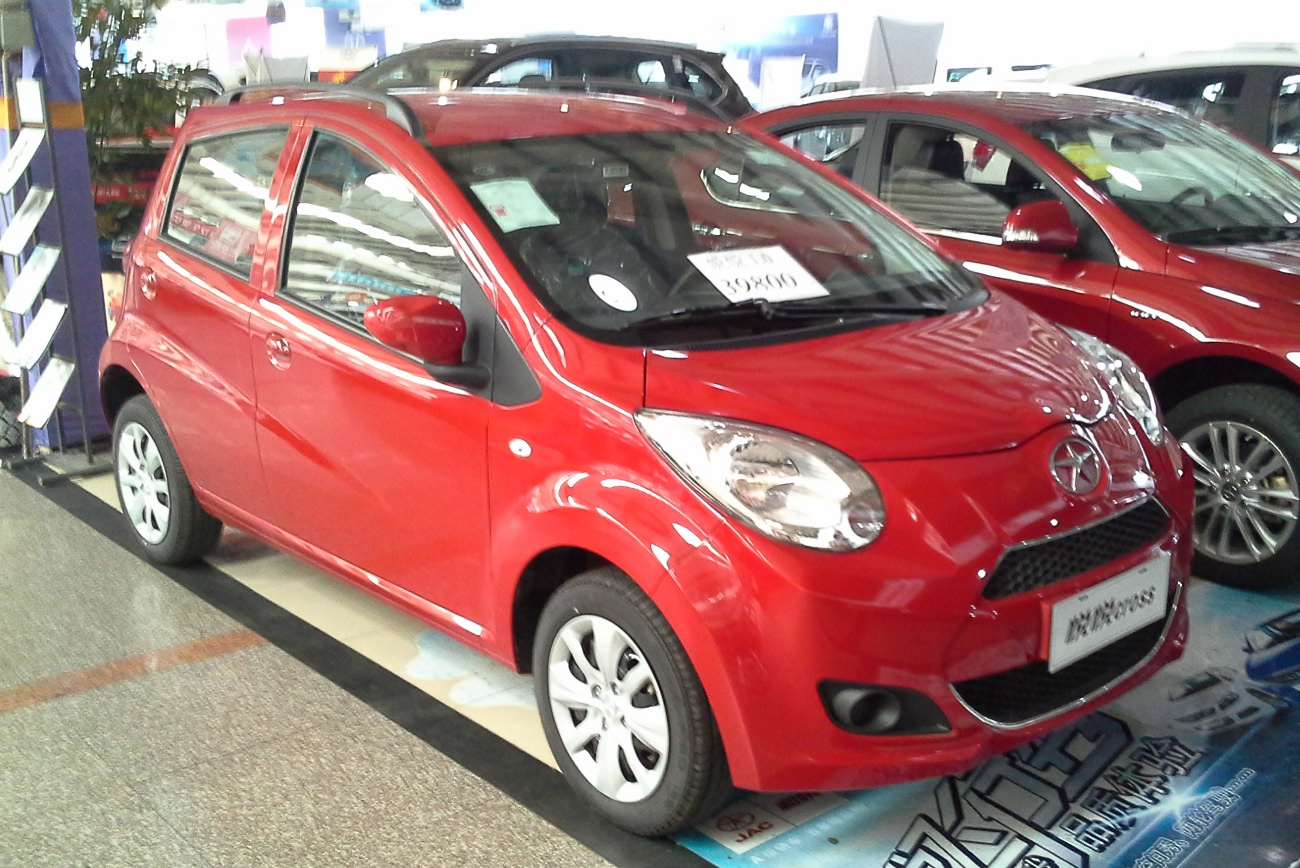
JAC J2 Cross

Nel 2012 viene presentato un leggero restyling che porta al debutto nuovi paraurti anteriori con calandra di dimensioni maggiori e nuovi paraurti posteriori oltre nuovo motore 1.3 aspirato VVT doppio albero a camme erogante 100 cavalli accoppiato al cambio manuale a cinque rapporti. Debutta anche l’allestimento Cross con barre sul tetto e assetto rialzato.

### Mercato sud americano
Nel 2012, durante il Salone dell'Auto di San Paolo, la J2 ha fatto il suo debutto nel mercato brasiliano. Il modello era equipaggiato con un motore a benzina 1.4 aspirato a fasatura variabile VVT (1332 cm³), in grado di erogare 108 CV (79,4 kW) di potenza a 6.000 giri/min e 138 Nm di coppia massima a 4.500 giri/min; questo motore era abbinato ad un cambio manuale a 5 marce. Dal 2014 tale motore è stato sostituito da una variante flex fuel in grado di funzionare a miscela benzina ed etanolo. 
Nel 2016, JAC Motors avvia la produzione di J2 in regime CKD presso l'unità produttiva del Gruppo Reimpex situata a Luque, in Paraguay. Il modello è stato venduto nel paese con un motore a benzina 1.0L quattro cilindri (999 cm³) 16v DOHC (codice DAK10A). Questo propulsore è in grado di generare 68 CV (50 kW) di potenza a 6000 giri/min, ed ha una coppia massima di 85,3 Nm a 4500 giri/min abbinato ad un cambio manuale a 5 marce.

## JAC Refine S2 Mini
Dalla J2 è stata sviluppata la Refine S2 Mini ovvero una versione mini SUV a trazione anteriore presentata nel fine 2016 e posta in vendita nel gennaio del 2017. Tale modello possiede caratterizzazioni estetiche specifiche: il frontale è stato ridisegnato ed uniformato nello stile alla restante gamma di SUV “Refine” della JAC e presenta nuovi fanali a sviluppo orizzontale con proiettori diurni a LED e una nuova calandra a clessidra con barre cromate, protezioni in plastica grezze lungo la parte bassa della carrozzeria e paraurti posteriori specifici con portellone che ospita la ruota di scorta esterna. Anche i fanali posteriori sono inediti a forma triangolare. L’interno è specifico e presenta una plancia ridisegnata disponibile anche bicolore con nuova strumentazione e nuovo schermo multimediale touchscreen sette pollici.
Le dimensioni della S2 Mini sono pari a lunghezza di 3,775 metri, altezza pari a 1,685 metri e larghezza di 1,775 metri. Il passo rimane lo stesso della J2. 
La Refine S2 Mini sostituisce la precedente J2 Cross; la versione standard della J2 resta in listino.
Il motore disponibile è il solo 1.3 benzina da 99 cavalli. In alcuni paesi dell’America latina è stata venduta come JAC S1.

## JAC iEV6E (versione elettrica)
Lo sviluppo della versione elettrica della J2 parte nel 2010 quando la casa ne presenta un prototipo dimostrativo al pubblico destinato ad entrare in produzione negli anni seguenti.
La versione elettrica viene denominata JAC iEV6E e rientra nella gamma di veicoli elettrici iEV; presentata al salone di Pechino 2016 è stata posta in vendita in patria nell'aprile 2017. È alimentato da un motore elettrico sincrono trifase a magneti permanenti che eroga 80 CV e 175 Nm di coppia massima. Il pacco batterie da 20 kWh pesa 216 kg e garantisce una autonomia di 152 chilometri e la velocità massima è autolimitata a 102 km/h. 

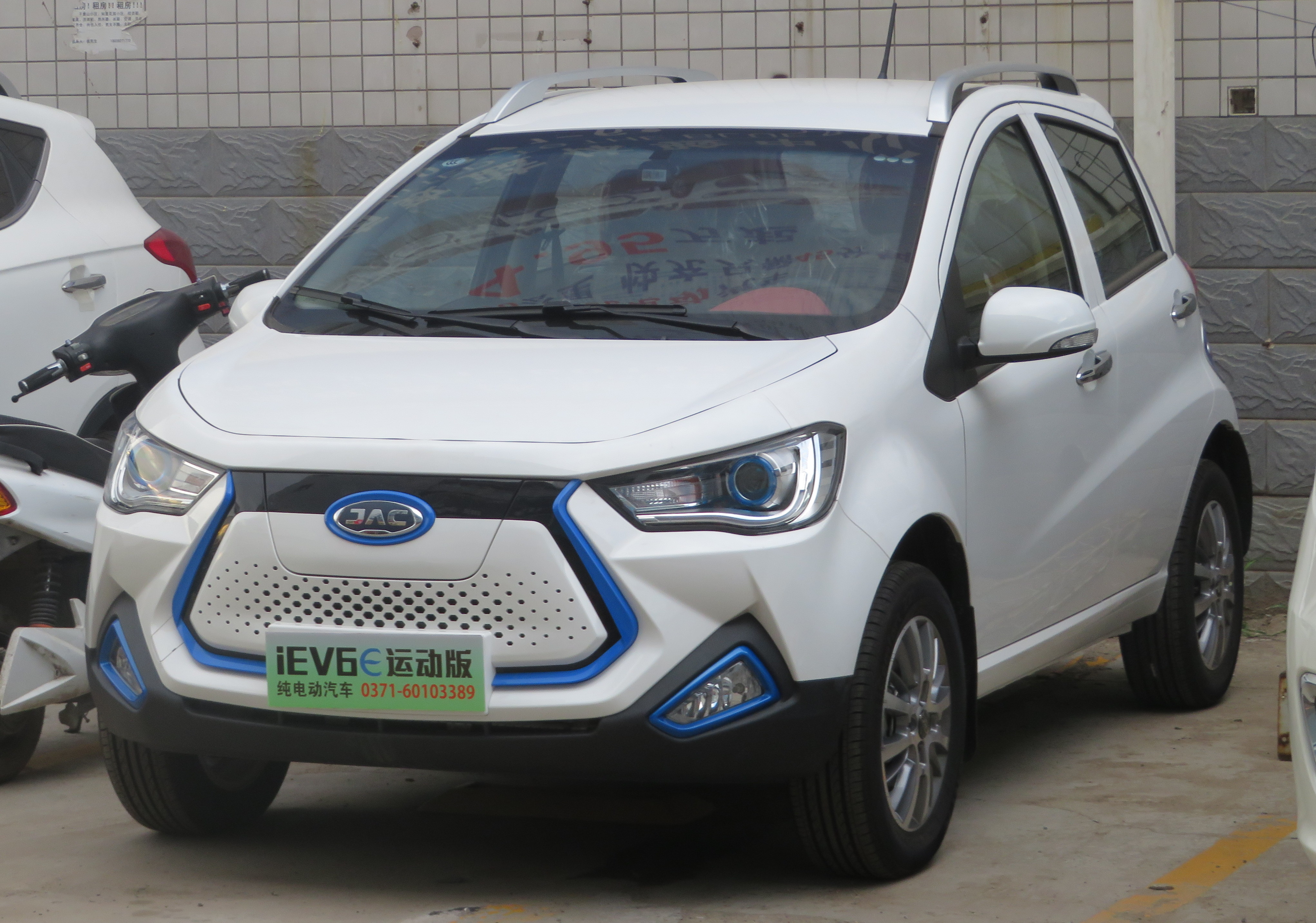
La JAC iEV6E Sport, modello 2019

Il 26 giugno 2018 è stata lanciata in Cina la iEV6E "Model Year 2019" con una nuova gamma composta da tre versioni: la base denominata Upgrade esteticamente uguale alla JAC J2 a benzina, la Youth intermedia uguale alla J2 Cross con i fari circolari e l'assetto rialzato con scudo paraurti anteriore e laterale e barre portatutto e la versione di punta Sport che riprende l'estetica del crossover Refine S2 Mini e che può montare optional la ruota di scorta esterna sul portellone. La gamma 2019 presenta una nuova litio-ferro-fosfato da 30,2 kWh del peso di 249 kg prodotta da Gotion (Guoxuan Hi-Tech). Il motore elettrico a magneti permanenti è disponibile in due versioni: la meno potente eroga 45 kW (60 CV) e 200 Nm di coppia, la più potente eroga 55 kW (75 CV) e 215 Nm di coppia. La batteria di tipo litio-ferro-fosfato, standard su tutti i modelli, ha un'autonomia di 310 km (ciclo NEDC). Il peso totale della iEV6E è di 1125 kg per la base Upgrade, 1230 kg per la Youth e 1340 kg per la versione Sport. L'abitacolo per tutte è omologato per quattro posti.
Dal 2020 la versione Sport viene venduta anche in Messico ribattezzata JAC E-Sei 1; tale modello è specifico in quanto possiede una batteria agli ioni di litio da 41 kWh che garantisce 320 km di autonomia (ciclo NEDC) nella modalità di guida Urban, mentre sale a 400 km l'autonomia nella modalità di guida Long Range con velocità massima limitata a 60 km/h. Viene venduta anche in versione autocarro Cargo a due posti.